# Jablonszky Jenő
Jablonszky Jenő, Eugene Jablonsky (Miskolc, 1892. április 5. – New York, 1975. április 24.) botanikus, geológus. Botanikai szakmunkákban nevének rövidítése: „Jabl.”.

## Családja
Jablonszky Flóris (1855–1921) főreáliskolai testnevelő tanár és Mittler Janka fia. Testvérei Jablonszky Artur (1897–) gépészmérnök, a Ganz Villamossági Gyár főmérnöke, Jablonszky Albin (1902–1983) orvos és Jablonszky Margit. Felesége 1919-től Krcsmár Mária. Leánya Jablonski Wanda (1920–1992).

## Életútja
1913-ban a budapesti tudományegyetemen szerzett természetrajz–földrajz szakos középiskolai tanári és bölcsészdoktori oklevelet,  majd a breslaui és a berlini tudományegyetemen képezte tovább magát.
1913–1919 között a Magyar Földtani Intézet paleontológusa, közben az első világháborúban frontszolgálatot teljesített, 1914–1918 között orosz hadifogságban volt, majd a Tanácsköztársaság alatt 1919 áprilisa és augusztusa között a Magyarhoni Földtani Társulat direktóriumának tagja és a Társulat vezetője volt (Reisz Lajossal, Vadász Elemérrel. 1919-ben a proletárdiktatúra bukása után elhagyta Magyarországot. 1920–tól 1927-ig a lengyelországi Galicia Oil Company geológusa volt, majd a Vacuum Oil Company, illetve a Standard Oil of New York kutatógeológusa (1920–1957), közben hosszabb ideig Ausztráliában kutatott (1930–1933), majd 1933-ban Új-Zélandra vezetett kutatóexpedíciót, később, cége megbízásából, a világ több helyén dolgozott terepgeológusként (pl. Mexikó, Kanada, Dél-Amerika, Alaszka; 1938–1953: megszakításokkal). Amerikai állampolgár 1938-tól.

## Munkássága
Fitopaleontológiával, paleobotanikával (ősnövénytan) foglalkozott. Tudományos pályafutásának kezdetén elsőként vizsgálta és határozta meg az ipolytarnóci lelet kövült ősnövénymaradványait, majd alapvető jelentőségű tanulmányt közölt a kutyatejfélék (Euphorbiaceae) családjának elterjedéséről. A Tanácsköztársaság alatt, direktóriumi tagként előterjesztéseket dolgozott ki a Magyar Nemzeti Múzeum (MNM) természettudományi gyűjteményeivel, valamint új múzeumok létesítésével kapcsolatban. Tervei alapján megkezdődött egy új Természettudományi Múzeum szervezése. A Tanácsköztársaság alatti tevékenysége miatt elmenekült az országból (távollétében a Magyarhoni Földtani Társulatból is kizárták: 1920. febr. 18-án). Később, elsősorban olajgeológusként, kimagasló eredményeket ért el új szénhidrogén-lelőhelyek feltárása terén, jóllehet növénytani munkássága háttérbe szorult: botanikusként jelentős növénytani gyűjteményre tett szert. 
Nyugállományba vonulása után elvállalta a New York-i Botanikus Kert tiszteletbeli kurátori tisztjét, így élete utolsó két évtizedében visszatért botanikai kutatásaihoz. A trópusi növényekről is írt néhány jelentősebb dolgozatot. 1963-tól az ELTE díszdoktora. 

## Főbb művei
- A tarnóci mediterrán korú flóra. Egy. doktori értek. is. 2 táblával (A Magyar Kir. Földtani Intézet Évkönyve. 1914 és külön: Bp., 1914; németül: Die mediterrane Flora von Tarnóc. Mitteilungen aus dem Jahrbuch der Königlische Ungarische Geologische Reichsanstalt, 1915)
- Euphorbiaceae (Das Pflanzenreich, 1916)
- Magyarországi karbonkori algák (Földtani Közlöny, 1918)
- Az új természetrajzi és néprajzi múzeum tervezete. Lendl Adolffal, Soós Lajossal (Bp., 1919)
- Euphorbiaceae. Botany of the Guyana Highland (Memorials of the New York Botanical Garden, 1967)
- Note on Neotropical Euphorbiaceae (Phytologia, 1967)
- Notes on Neotropical Euphorbiaceae 3. Synopsis of Caribbean Sapium (Phytologia, 1968)
- Notes on Neotropical Euphorbiaceae 4. Monograph of the Genus Actinostemon (Phytologia, 1969)